# Sporofyt
Een sporofyt is een generatie in de levenscyclus van een eukaryoot organisme dat sporen vormt. De sporen zijn haploïde of zelden diploïde. Haploïde sporen worden gevormd door meiose bij een (meio-)sporofyt; men spreekt hier ook van meiosporen. Dit komt het meeste voor. In enkele gevallen worden door mitose bij een sporofyt diploïde mitosporen gevormd. Een voorbeeld is hier het groenwier Cladophora glomerata.

## Levenscyclus
Veel organismen en met name planten (in wijdere zin) zijn diplohaplonten, dat wil zeggen dat er een afwisseling is van een haploïde gametofyt-fase of haplofase met een diploïde sporofyt-fase of diplofase.
Bij zaadplanten, varens en mossen is de gametofyt haploïde (1n): er is slechts enkele aantal chromosomen aanwezig. Bij de sporofyt is dit een dubbele chromosomenset: deze zijn diploïde. Bij de meiose worden eerst de homologe chromosomenparen van elkaar gescheiden, waarna ook beide chromatiden gescheiden worden. Deze planten zijn diplohaplonten: de generatie van de gametofyt wordt na de bevruchting afgewisseld door een diploïde generatie van de sporofyt.
Bij planten, algen en schimmels zijn de generaties vaak van een verschillende vorm (heteromorf), waarbij óf de gametofyt óf de sporofyt een forsere ontwikkeling en langere levensduur heeft. Men spreekt hier van een heteromorfe diplohaplont met dominante een gametofyt, respectievelijk met een dominante sporofyt. In dit laatste geval zijn de gametofyten nauwelijks meer zichtbaar en herkenbaar. Bij planten zijn er, ondanks de grote verscheidenheid in de generatiewisseling, toch duidelijke maar soms moeilijk herkenbare onderlinge overeenkomsten. Wilhelm Hofmeister onderkende halverwege de 19e eeuw als eerste de overeenkomst in de generatiewisseling binnen de Embryophyta van de mossen, varens en naaktzadigen.
Het groenwier zeesla is echter een voorbeeld van een generatiewisseling waarbij de sporofyt en gametofyt vrijwel gelijkvormig zijn: zeesla is een isomorfe diplohaplont.

## Digenetische cyclus bijEmbryophyta
Embryophyta (ook wel "landplanten") zijn diplohaplonten, waarbij een kernfasewisseling optreedt met een haplofase (haploïde fase) en een diplofase (diploïde fase). Deze digenetische cyclus houdt een generatiewisseling in met "om en om" een diploïde generatie: de sporofyt en een haploïde generatie: de gametofyt. De sporen worden in de (meio-)sporangia van de (meio-)sporofyt gevormd door sporische of intermediaire meiose van de sporemoedercel (of sporocyt).
Tot de Embryophyta behoren enerzijds de mossen en verwanten (levermossen, hauwmossen) die een dominante gametofyt hebben, en anderzijds de vaatplanten met de varens en verwanten, en zaadplanten die een dominante sporofyt hebben. De term "dominant" slaat op de sterkere van ontwikkeling en op langere levensduur. Embryophyta zijn diplohaplonten. De kernfasewisseling bestaat afwisselend uit een haplofase, waarin de cellen haploïde zijn en een "enkele set" van chromosomen hebben (1n), en een diplofase, waarin de cellen diploïde zijn en een "dubbele set" van chromosomen hebben (2n).
In de levenscyclus bij zaadplanten (bedekt- en naaktzadigen) en varens is de diploïde (2n) plant de sporofyt. Bij mossen en verwante groepen is alleen het sporenkapsel de diploïde sporofyt, het mosplantje is de haploïde gametofyt. De sporofyt brengt sporen voort, een geval van ongeslachtelijke voortplanting. Na kieming van de haploïde sporen (1n) groeit hieruit de gametofyt. Dit kan een vrouwelijke of een mannelijke gametofyt zijn. Gametofyten vormen hier het prothallium met de archegonia en met de antheridia, die weer de eicellen, respectievelijk de antherozoïden vormen ten behoeve van de geslachtelijke voortplanting.
| Groepen Embryophyta landplanten ↓ | geslachts- verdeling                                 | geslachts- verdeling | Sporofyten bij Embryophyta: mossen, varens en zaadplanten | Sporofyten bij Embryophyta: mossen, varens en zaadplanten | Sporofyten bij Embryophyta: mossen, varens en zaadplanten          | Sporofyten bij Embryophyta: mossen, varens en zaadplanten | Sporofyten bij Embryophyta: mossen, varens en zaadplanten | Sporofyten bij Embryophyta: mossen, varens en zaadplanten                         | Sporofyten bij Embryophyta: mossen, varens en zaadplanten | Sporofyten bij Embryophyta: mossen, varens en zaadplanten |
| Groepen Embryophyta landplanten ↓ | geslachts- verdeling                                 | geslachts- verdeling | diploïde sporofytfase (diplofase)                         | diploïde sporofytfase (diplofase)                         | diploïde sporofytfase (diplofase)                                  | diploïde sporofytfase (diplofase)                         | diploïde sporofytfase (diplofase)                         | diploïde sporofytfase (diplofase)                                                 | diploïde sporofytfase (diplofase)                         | meiose en sporevorming                                    |
| Groepen Embryophyta landplanten ↓ | geslachts- verdeling                                 | geslachts- verdeling | embryo                                                    | sporofyt, "plant"                                         | microfyl, macrofyl                                                 | sporangiën- stand                                         | stegofyl, sporofyl                                        | sporangium                                                                        | spore- moedercel                                          | meiose en sporevorming                                    |
| Marchantio- phyta levermossen | isospoor, isosporangiaat                             | ♂                    | embryo, parasiteert op gametofyt                          | voet + onvertakte seta + 1 eindstandig sporenkapsel       | voet + onvertakte seta + 1 eindstandig sporenkapsel                | seta onbebladerd, snelgroeiend, kortlevend, hyalien       | seta onbebladerd, snelgroeiend, kortlevend, hyalien       | sporangium, opent zich onregelmatig of met 4 kleppen                              | ♂ spore- moedercellen                                     | ♂ sporen in tetraden, elateren                            |
| Marchantio- phyta levermossen | isospoor, isosporangiaat                             | ♀                    | embryo, parasiteert op gametofyt                          | voet + onvertakte seta + 1 eindstandig sporenkapsel       | voet + onvertakte seta + 1 eindstandig sporenkapsel                | seta onbebladerd, snelgroeiend, kortlevend, hyalien       | seta onbebladerd, snelgroeiend, kortlevend, hyalien       | sporangium, opent zich onregelmatig of met 4 kleppen                              | ♀ spore- moedercellen                                     | ♀ sporen in tetraden, elateren                            |
| Bryophyta (blad)mossen | isospoor, zelden zwak heterospoor isosporangiaat     | ⚥                    | embryo, parasiteert op gametofyt                          | voet + onvertakte seta + 1 eindstandig sporenkapsel       | voet + onvertakte seta + 1 eindstandig sporenkapsel                | seta onbebladerd, traaggroeiend, vaak fotoautotroof       | seta onbebladerd, traaggroeiend, vaak fotoautotroof       | sporenkapsel, columella, operculum, peristoom                                     | spore- moedercellen                                       | sporen in tetraden, soms trileet                          |
| Anthoceroto- phyta hauwmossen | isospoor, isosporangiaat                             | ⚥                    | embryo, parasiteert op gametofyt                          | haustorium +, 1 eindstandig sporenkapsel                  | haustorium +, 1 eindstandig sporenkapsel                           | ø (geen seta)                                             | ø (geen seta)                                             | sporenkapsel, fotoautotroof, groei intercalair, columella, huidmondjes, 2 kleppen | spore- moedercellen                                       | sporen, trileet, pseudo- elateren                         |
| Lycopodiales Lycopodium wolfsklauw | isospoor, isosporangiaat                             | ⚥                    | kleine suspensor, voet halfbolvormig                      | kruiden, dichtoom (of anisotoom)                          | microfyllen, in spiralen of kruiswijs                              | strobilus (meestal)                                       | stegofyllen                                               | sporangium, okselstandig of op stegofyl                                           | spore- moedercellen                                       | sporen in tetraden, trileet                               |
| Lycopodiales Selaginella Engels mos | heterospoor, hetero- sporangiaat                     | ♂                    | embryo, soms met suspensor, groei al binnen sporangium    | kruiden, dorsiventraal, rizoforen                         | microfyllen, 4-rijig, anisofyl, met ligula                         | strobilus                                                 | stegofyllen met ligula                                    | micro- sporangium                                                                 | microspore- moedercellen                                  | microsporen, eerst in tetraden                            |
| Lycopodiales Selaginella Engels mos | heterospoor, hetero- sporangiaat                     | ♀                    | embryo, soms met suspensor, groei al binnen sporangium    | kruiden, dorsiventraal, rizoforen                         | microfyllen, 4-rijig, anisofyl, met ligula                         | strobilus                                                 | stegofyllen met ligula                                    | macro- sporangium                                                                 | macrospore- moedercel                                     | macrosporen, eerst in tetraden trileet                    |
| Equisetaceae Equisetum paarden- staarten | ± isospoor, functioneel heterospoor, isosporangiaat  | ♂♀ — ⚥               | embryo, met voet en wortel, zonder suspensor              | kruiden, stengels fotoautotroof, wortels                  | microfyllen in kransen, vergroeid                                  | strobilus eindstandig                                     | sporangio- foren (peltaat)                                | 5-10 sporangia, open met lengtespleet                                             | spore- moedercellen                                       | sporen met elateren                                       |
| Polypodi- opsida lepto- sporangiate varens | isospoor, isosporangiaat                             |                      | embryo, met voet en wortel, eerst parasitair op gametofyt | kruiden, wortels, stengels, bladeren                      | macrofyllen, uitrollend als spiraal                                | sorus, sporen- hoopjes                                    | sporofyl of trofofyl ± indusium                           | sporangia, openend met annulus                                                    | spore- moedercellen                                       | sporen (trileet of monoleet)                              |
| Marsileaceae pilvaren- familie | heterospoor, hetero- sporangiaat                     | ♂                    | ø                                                         | rizoom                                                    | macrofyllen tweerijig, nervatuur dichotoom, uitrollend als spiraal | sorocarp = sporocarp                                      | sporen- hoopjes +indusia                                  | micro- sporangia                                                                  | microspore- moedercellen                                  | microsporen (trileet)                                     |
| Marsileaceae pilvaren- familie | heterospoor, hetero- sporangiaat                     | ♀                    | ø                                                         | rizoom                                                    | macrofyllen tweerijig, nervatuur dichotoom, uitrollend als spiraal | sorocarp = sporocarp                                      | sporen- hoopjes +indusia                                  | 1 macro- sporangium                                                               | macrospore- moedercel                                     | macrosporen (monoleet)                                    |
| Cycadales palmvarens | heterospoor, hetero- sporangiaat, tweehuizig         | ♂                    | embryo ('s), lange suspensor, 2 cotylen                   | onvertakte boom, manoxyl                                  | macrofyllen, geveerd, uitrollend als spiraal                       | ♂ strobilus                                               | micro- sporofyllen, schubvormig                           | pollenzakje                                                                       | microspore- moedercellen                                  | microsporen, eerst in tetraden                            |
| Cycadales palmvarens | heterospoor, hetero- sporangiaat, tweehuizig         | ♀                    | embryo ('s), lange suspensor, 2 cotylen                   | onvertakte boom, manoxyl                                  | macrofyllen, geveerd, uitrollend als spiraal                       | ♀ strobilus                                               | macro- sporofyllen met 2-12 zaadknoppen                   | nucellus met pollenkamer, integumenten, micropyle                                 | macrospore- moedercel                                     | 4 macrosporen waarvan 3† en 1 functioneel                 |
| Ginkgoales Japanse notenboom | heterospoor, hetero- sporangiaat, tweehuizig         | ♂                    | embryo 2 cotylen                                          | boom, lange loten + korte loten, pycnoxyl                 | macrofyllen, dichotome nervatuur, bladdimorfie                     | ♂ strobilus, op korte loten                               | micro- sporofyllen, op korte loten, schubvormig           | vertakte sporangiofoor + 2 pollenzakjes                                           | microspore- moedercellen                                  | microsporen                                               |
| Ginkgoales Japanse notenboom | heterospoor, hetero- sporangiaat, tweehuizig         | ♀                    | embryo 2 cotylen                                          | boom, lange loten + korte loten, pycnoxyl                 | macrofyllen, dichotome nervatuur, bladdimorfie                     | ♀ strobilus, op korte loten                               | gevorkte steel, waarop de zaadknoppen                     | nucellus met pollenkamer, integumenten, micropile                                 | macrospore- moedercel                                     | 4 macrosporen waarvan 3† en 1 functioneel                 |
| Coniferales coniferen | heterospoor, hetero- sporangiaat, eenhuizig          | ♂                    | poly- embryonie, met tot 15 cotylen                       | boom, lange loten + korte loten, pycnoxyl                 | "naalden" (macrofyllen), vaak bladdimorfie                         | ♂ strobilus                                               | micro- sporofyllen, schubvormig                           | 2-15 pollenzakjes aan schub                                                       | microspore- moedercellen                                  | microsporen met blazen                                    |
| Coniferales coniferen | heterospoor, hetero- sporangiaat, eenhuizig          | ♀                    | poly- embryonie, met tot 15 cotylen                       | boom, lange loten + korte loten, pycnoxyl                 | "naalden" (macrofyllen), vaak bladdimorfie                         | ♀ strobilus                                               | zaadknop op zaadschub + dekschub                          | nucellus met 1 integument en micropile                                            | macrospore- moedercel                                     | 4 macrosporen waarvan 3† en 1 functioneel                 |
| Gnetales, Gnetum | heterospoor, hetero- sporangiaat, tweehuizig         | ♂                    | poly- embryonie, 2 cotylen                                | liaan of boom, wortels, netnervige bladeren               | macrofyllen, tegenover- staand, netnervig                          | ♂ strobilus                                               | meeldraad binnen periant                                  | 2 pollenzakjes                                                                    | microspore- moedercellen                                  | microsporen                                               |
| Gnetales, Gnetum | heterospoor, hetero- sporangiaat, tweehuizig         | ♀                    | poly- embryonie, 2 cotylen                                | liaan of boom, wortels, netnervige bladeren               | macrofyllen, tegenover- staand, netnervig                          | ♀ strobilus                                               | ovula (zaad- knoppen)                                     | nucellus met pollenkamer, integumenten, micropylebuis                             | macrospore- moedercel                                     | 4 macrosporen waarvan 3† en 1 functioneel                 |
| Gnetales, Ephedra | heterospoor, hetero- sporangiaat, tweehuizig         | ♂                    | 3-5 embryo's, suspensor, 2 cotylen                        | kruidachtig, fotoautotroof                                | schubben, tegenover- staand of kransen                             | ♂ strobilus met "bloemen"                                 | meeldraad binnen periant                                  | micro- sporangium                                                                 | microspore- moedercel                                     | microsporen                                               |
| Gnetales, Ephedra | heterospoor, hetero- sporangiaat, tweehuizig         | ♀                    | 3-5 embryo's, suspensor, 2 cotylen                        | kruidachtig, fotoautotroof                                | schubben, tegenover- staand of kransen                             | ♀ strobilus met "bloemen"                                 | zaadknop binnen periant                                   | nucellus met pollenkamer, integumenten, micropylebuis                             | macrospore- moedercel                                     | 4 macrosporen waarvan 3† en 1 functioneel                 |
| Angio- spermae bedekt- zadigen | heterospoor, hetero- sporangiaat, een- of tweehuizig | ♂                    | embryo met 1 of 2 cotylen (zaadlobben)                    | wortels, stengels, bladeren                               | macrofyllen, net- of parallelnervig                                | bloeiwijze met ♀, ♂ of tweeslachtige bloemen              | meeldraden                                                | 2 pollenzakjes op helmdraad                                                       | pollen- moedercellen                                      | pollen, (eerst) in tetraden                               |
| Angio- spermae bedekt- zadigen | heterospoor, hetero- sporangiaat, een- of tweehuizig | ♀                    | embryo met 1 of 2 cotylen (zaadlobben)                    | wortels, stengels, bladeren                               | macrofyllen, net- of parallelnervig                                | bloeiwijze met ♀, ♂ of tweeslachtige bloemen              | carpellen vruchtbladen                                    | nucellus met integumenten en micropyle                                            | macrospore- moedercel                                     | macrosporen waarvan 3† en 1 functioneel                   |
| 1. 2. 3. 4. 5. 6. 7. 8. 9. 10. 11. 12. 13. 14. 15. 16. 17. 18. 19. 20. 21. 22. 23. 24. 25. 26. 27. 28. 29. 30. 31. 32. 33. 34. 35. 36. 37. 38. 39. 40. 41. 42. 43. 44. 45. 46. 47. 48. 49. 50. 51. 52. 53. |                                                      |                      |                                                           |                                                           |                                                                    |                                                           |                                                           |                                                                                   |                                                           |                                                           |

### Mossen, levermossen, hauwmossen

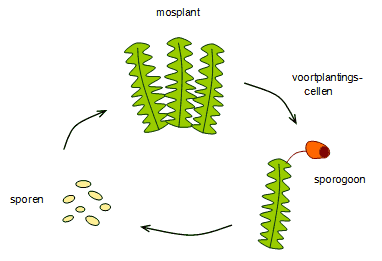
Levenscyclus bij mossen

Bij mossen is de "mosplant" de haploïde gametofyt die de gameten (geslachtscellen) vormt. Uit de bevruchte eicel ontstaat dan een sporofyt, die bestaat uit een sporenkapsel op een steel. Het sporenkapsel bestaat uit een hals en het urntje met een peristoom en een bij rijpheid afvallend dekseltje: het operculum. Er is veel variatie op deze algemene structuur van het kapsel, bijvoorbeeld in de aan- of afwezigheid van het dekseltje en vooral ook in de aan- of afwezigheid en de bouw van het peristoom. Het kapsel is afgedekt met een huikje (calyptra), wat een afgescheurd restant is van het archegonium van de moederplant. In het sporenkapsel worden de sporen gevormd, die gewoonlijk van gelijke grootte (isospoor) zijn. Uit een spore ontstaat een protonema (voorkiem) in de vorm van een celdraadje, waarop een nieuw mosplantjes groeien.
Bij levermossen is de levenscyclus sterk vergelijkbaar, met als belangrijke verschil dat de sporofyt een vergankelijke kapselsteel heeft, bestaande uit hyaliene cellen zonder chloroplasten. Deze steel ontwikkelt zich snel. Het sporenkapsel opent gewoonlijk met vier kleppen, zodat de daarin gevormde sporen met behulp van de (eencellige) elateren vrij kunnen komen.
Bij de kleine groep van de hauwmossen heeft de sporofyt geen steel, maar in het sporenvormende deel groeit het sporenkapsel langdurig door. Het sporenkapsel opent met twee overlangse spleten, zodat de daarin gevormde sporen en meercellige pseudo-elateren vrij kunnen komen.

### Varens en varenachtigen

#### Wolfsklauwen

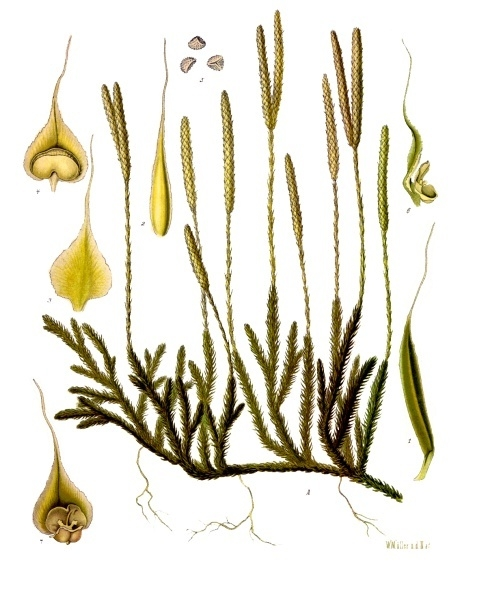
Isofylle sporofyt van grote wolfsklauw (Lycopodium clavatum).

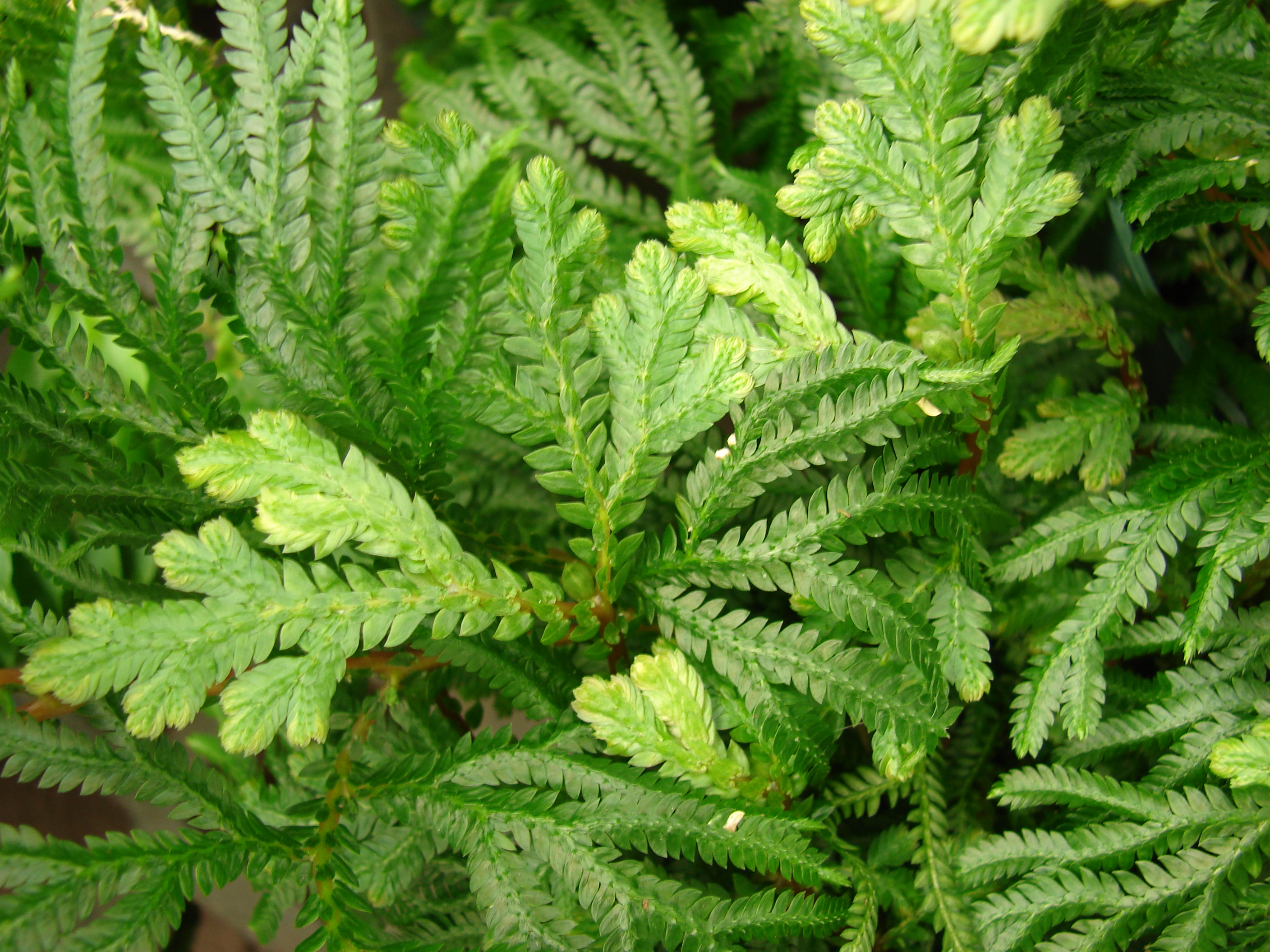
Heterofylle sporofyt van Selaginella plana.

De wolfsklauwen (Lycopsida) hebben van varens afwijkende bladeren, die hier microfyllen heten, waar de varenbladen macrofyllen zijn. De sporangia staan op stegofyllen, die meestal gegroepeerd zijn in strobili.
Van deze in het Carboon belangrijke groep met veel boomvormige soorten zijn nog slecht twee families over: de Lycopodiaceae en de Selaginellaceae, die ondanks oppervlakkige onderlinge overeenkomsten toch duidelijke verschillen hebben.
Lycopodium is eenhuizig en isospoor: alle sporen zijn van gelijke grootte. De sporen worden gevormd in sporangia die geplaatst zijn op een stegofyl of in de oksel daarvan. Ook de microfyllen zijn isofyl: ze zijn van gelijke grootte.
Selaginella is eenhuizig, maar wel heterospoor: er zijn in dezelfde strobilus zowel macrosporangia met macrosporen als microsporangia met microsporen. De macrosporen vormen endospore (binnen de sporewand) macroprothallia, terwijl de spore soms nog in het sporangium aanwezig is. De plant is heterofyl (het vertoont bladdimorfie) en heeft vier rijen microfyllen. De zijdelingse microfyllen zijn wat groter dan de twee rijen met dorsale microfyllen. De microfyllen hebben een klein orgaanthe op het oppervlak: de ligula.

#### Paardestaarten

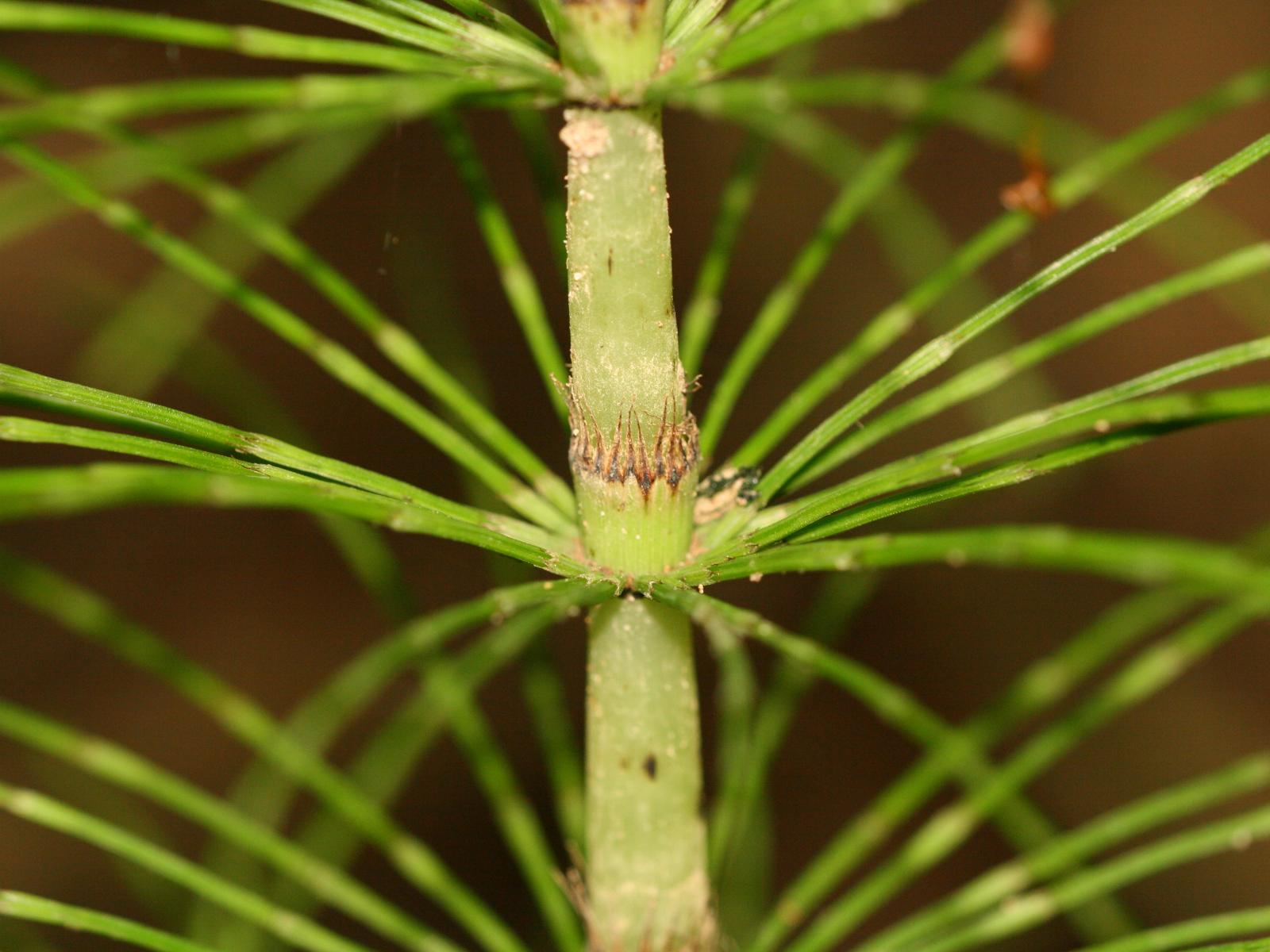
Reuzenpaardenstaart Equisetum telmateia: stengel, krans van bladeren en zijtakken

De paardestaarten (Equisetum) behoren evenals de wolfsklauwen tot een in het Carboon belangrijke groep met planten, waarvan veel soorten boomvormig waren. De bladeren zijn ook hier microfyllen, maar ze staan in kransen, zijn onderling vergroeid en hebben nauwelijks bladgroen. De stengels zijn hol, en fotosynthetisch.
De sporangia staan in groepen op sporangioforen, die weer bij elkaar staan in een strobilus. De strobilus staat terminaal: aan het einde van een stengel.
De sporen zijn van gelijke grootte, maar sommige sporen groeien uit tot mannelijke prothallia met antheridia, andere groeien uit tot vrouwelijke prothallia met archegonia; dus hoewel de planten schijnbaar isospoor zijn, is er een fysiologische heterosporie.

#### Varens

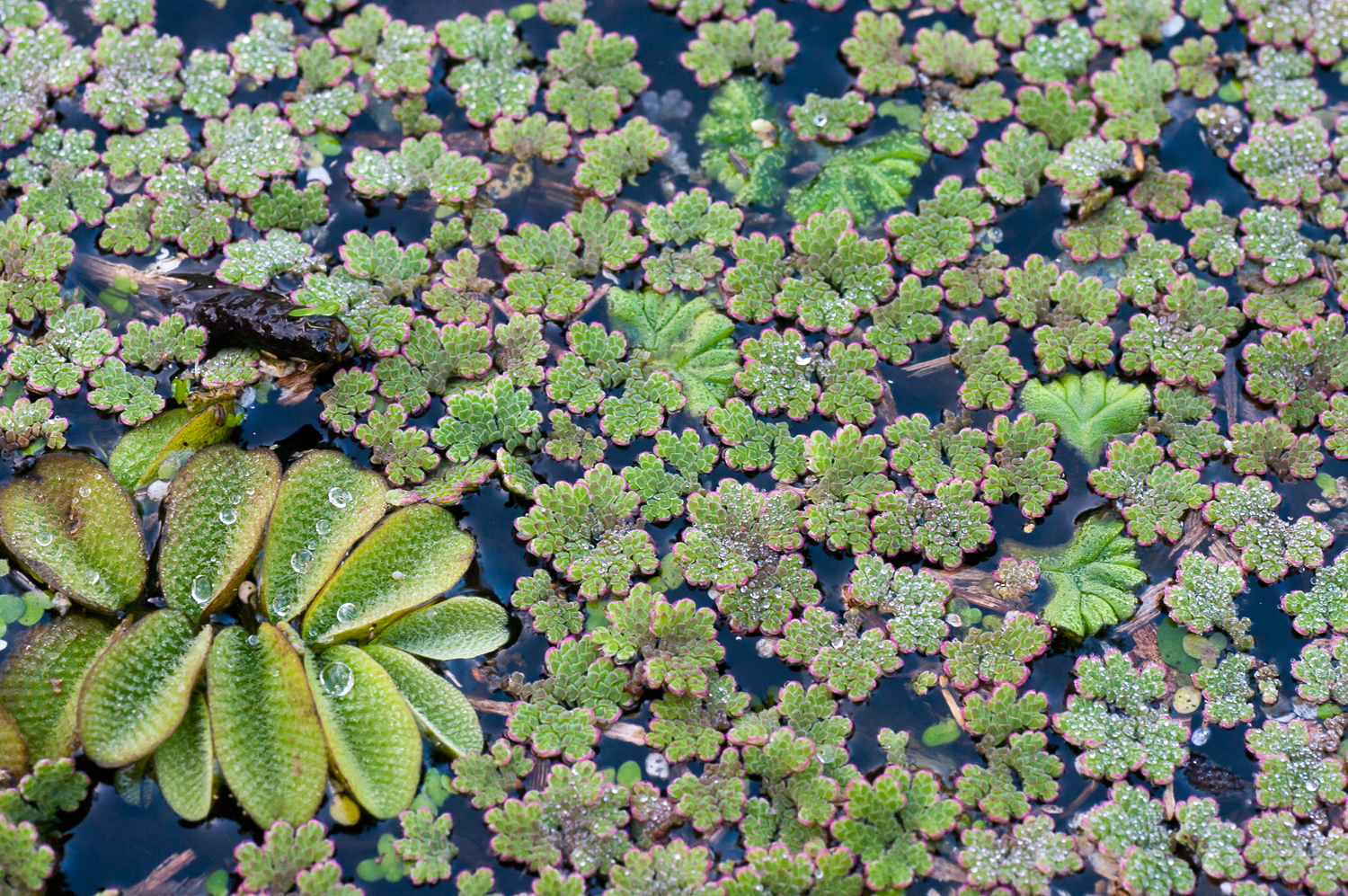
De heterospore varens Azolla en Salvinia (1 exemplaar, links onder), en 4 exemplaren van het levermos Ricciocarpos.

Ook varens zijn sporevormende planten, en is de hoofdplant de sporofyt.
Na de bevruchting van de eicel begint de sporofyt te groeien, eerst als embryo nog omsloten door het archegonium maar vormt later een spruit en een wortel, zodat de jonge plant zelfstandig verder kan groeien. De stengels en stolonen dragen de bladeren die macrofyllen worden genoemd. Op de macrofyllen staan de sporangia gegroepeerd in sori, sporangiënhoopjes of sporenhoopjes, vaak beschermd door een vliesvormig indusium. Bij veel soorten zijn de sporangiëndragende macrofyllen van een gelijke vorm als die zonder sporangiën, maar soms is er een duidelijk onderscheid. De fertiele macrofyllen heten "sporofyllen" en de steriele heten dan "trofofyllen".
De meeste leptosporangiate varens of Polypodiopsida zijn isospoor en hebben sporangia die onderling gelijk zijn (isosporangiaat).
De varens behorende tot de Salviniales zijn echter heterospoor: er is een duidelijk grootte-onderscheid tussen de mannelijke microsporen en de vrouwelijke macrosporen. Tot de Salviniales behoren waterplanten als Azolla (Kroosvaren), en moerasplanten als Marsilea en Pilularia (Pilvaren). De microsporen en de macrosporen worden gevormd in afzonderlijke sporangia, maar deze staan weer gezamenlijk in sporocarpen.

### Zaadplanten

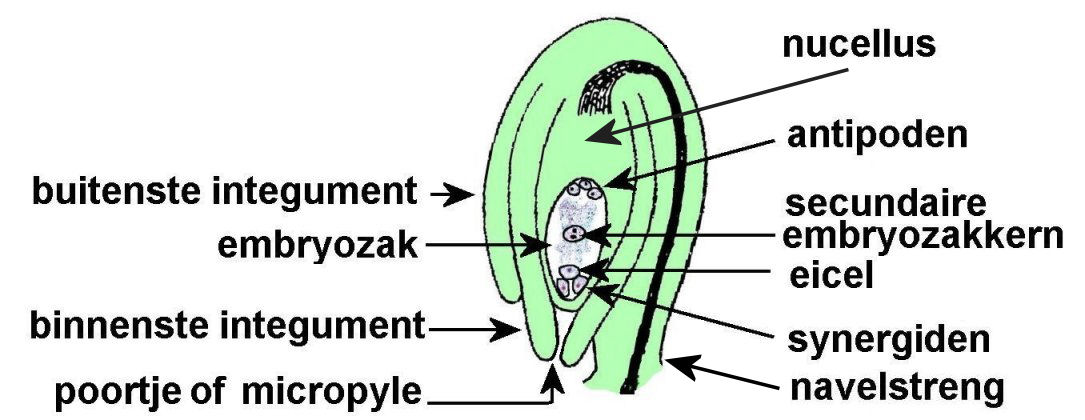
Zaadknop

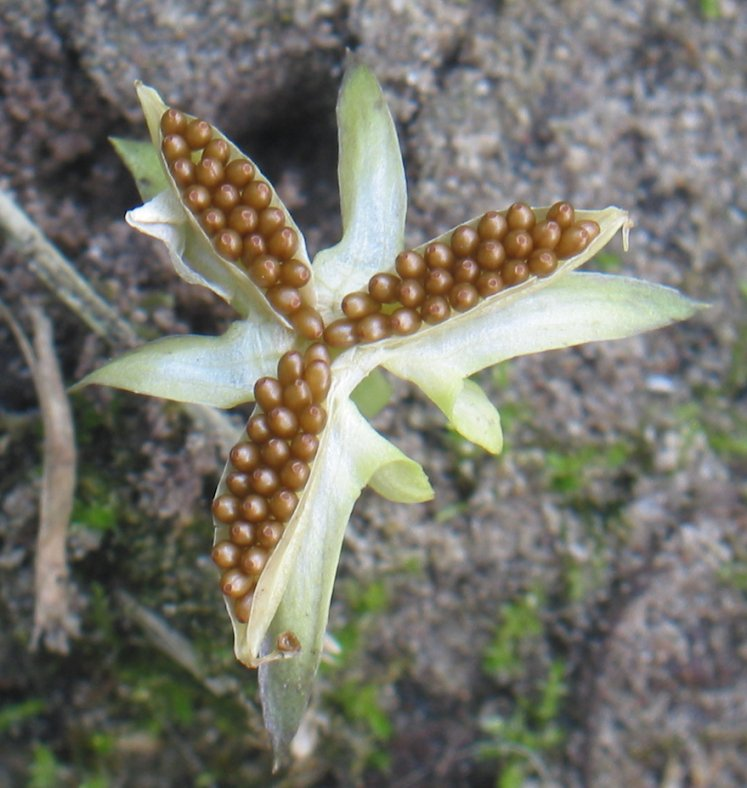
Opengesprongen driekleppige doosvrucht met zaden van het akkerviooltje.

De zaadplanten, Spermatophyta, met als belangrijkste groepen de naaktzadigen, Gymnospermae en de bedektzadigen Angiospermae, worden gekenmerkt door een zaadknop of ovulum dat uitgroeit tot een zaad. Zaadplanten zijn heterospore vaatplanten met een endospore ontwikkeling van de macrogametofyt, waar de bevruchting plaatsvindt binnen de macrosporewand.
De naaktzadigen vormen een diverse groep met palmvarens (Cycadales), Ginkgoales,Gnetales en Coniferales, maar hebben als gemeenschappelijk kenmerk dat de zaadknop vrij staat op een al of niet vertakt asje (steeltje) of op een zaadschub. Bij de bedektzadigen zijn de zaadknoppen beschermd door vruchtbladen (carpellen). De bedektzadigen zijn tegenwoordig de overheersende plantengroep op aarde.
Een ovulum of zaadknop is een nucellus of macrosporangium, omgeven door één of twee omhullende integumenten (zaadvliezen). Onder "embryozak" of "kiemzak" kan zowel het macrosporangium als de daar gevormde macrospore worden verstaan - deze termen zijn dus vaag. Bij naaktzadigen bevindt zich in de nucellus een pollenkamer, waar de stuifmeel- of pollenkorrels kunnen kiemen. De nucellus door beschermende integumenten omgeven is laat aan het uiteinde de micropyle open. Uit de micropyle kan bij sommige naaktzadigen een pollinatiedruppel uittreden, die pollenkorrels kan opvangen en bij uitdroging naar binnen zuigen. Bij bedektzadigen blijven de pollenkorrels op de stempel. Een of meer zaadknoppen staan op een vruchtblad of -schub.
In de helmhokjes van de meeldraden (micrsporangia) worden microsporen gevormd, die zich snel verder ontwikkelen tot de stuifmeelkorrels. De stuifmeelkorrels zorgen voor de bestuiving en de bevruchting binnen de wand van de nucellus (het macrosporangium). De pollenkorrel kiemt in zaadknop of op de stempel. Bij enkele naaktzadigen hecht het microprothallium zich met de pollenbuis vast en worden zaadcellen losgelaten in de pollenkamer, bij andere zaadplanten worden geen zaadcellen meer gevormd, maar brengt de pollenbuis de spermakernen naar de eicel.

#### Cycadofyten
De palmvarens of Cycadophyta zijn forse, tweehuizige planten met meestal een onvertakte stam, met slechts weinig hout. Langs de stam staan verspreid de macrofyllen, waarvan na het afsterven van de bladeren de bladvoeten voor de stevigheid zorgen.

Cycas revoluta
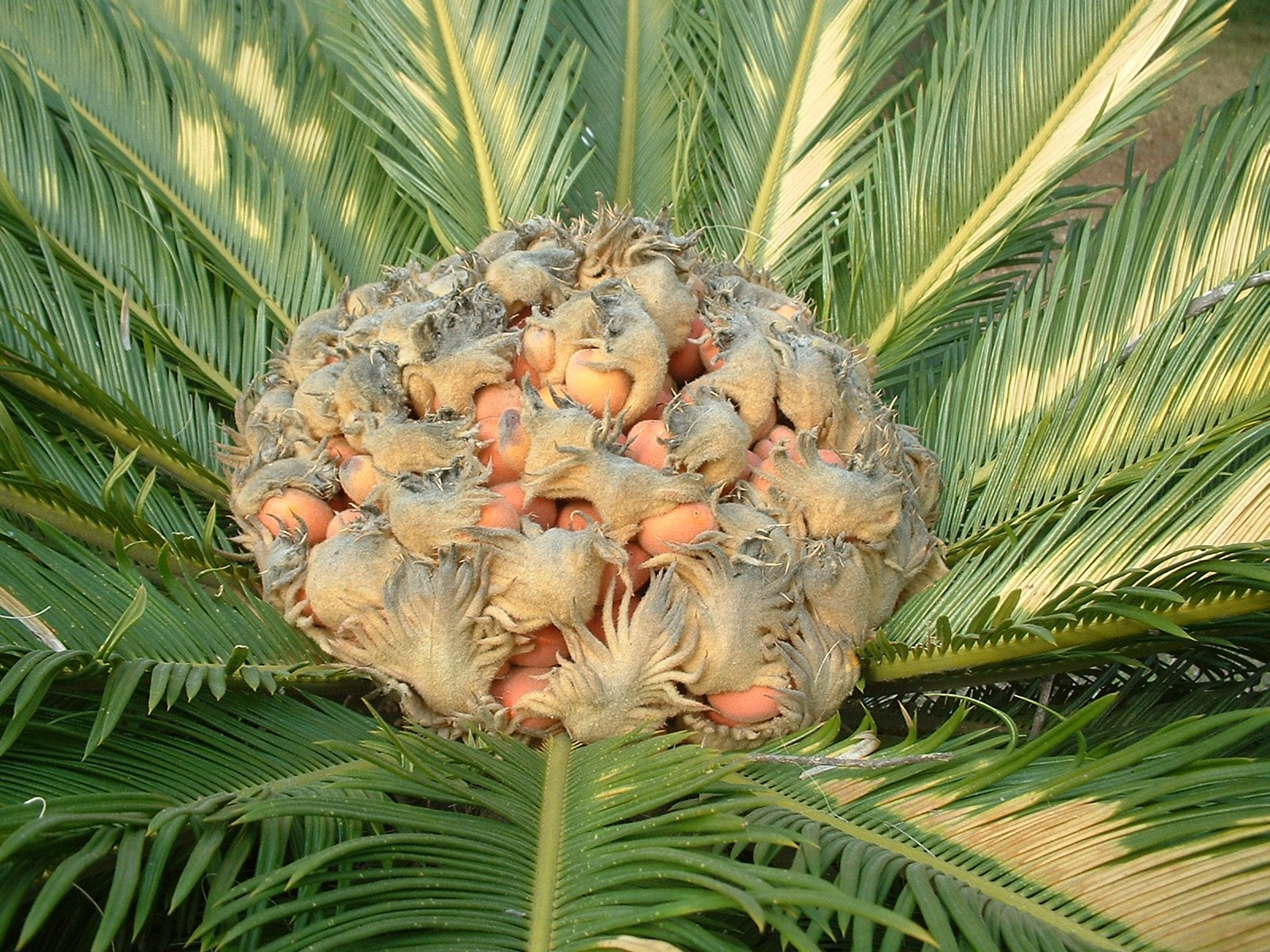
Bladeren en krans van vrouwelijke sporofyllen met zaadknoppen van Cycas revoluta
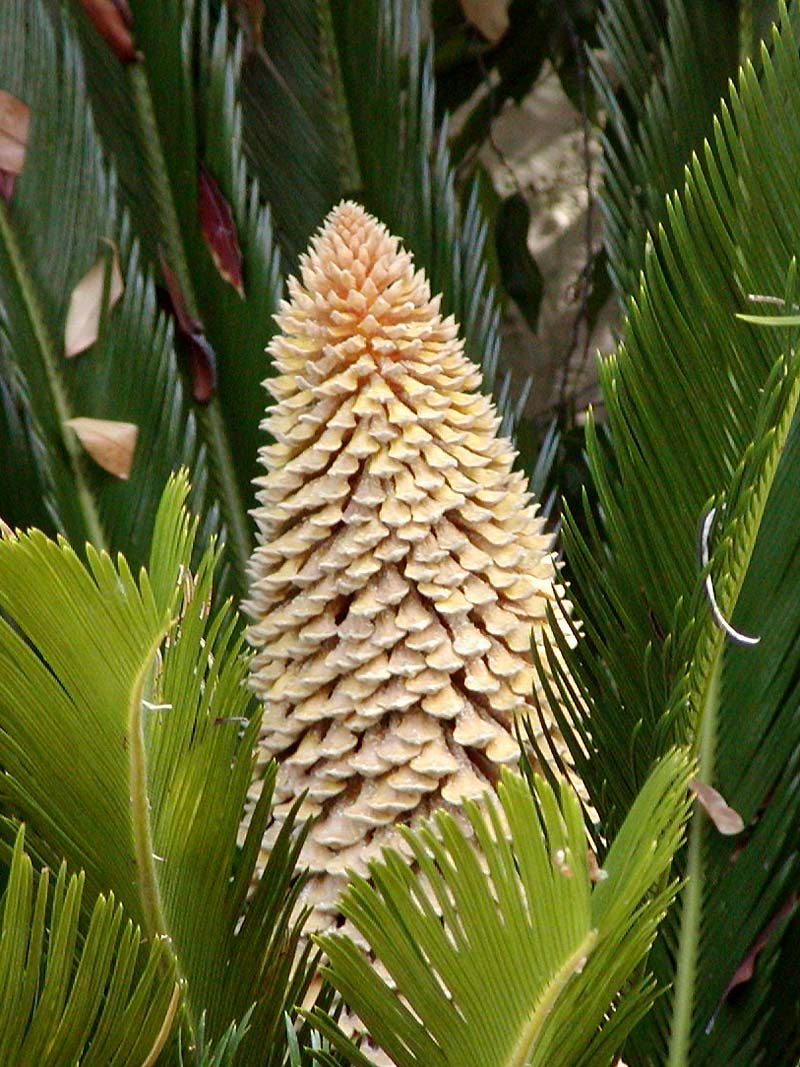
Bladeren en mannelijke kegel met microsporofyllen van Cycas revoluta

De vrouwelijke planten hebben de macrosporofyllen met de zaadknoppen meestal in een strobilus, maar soms staan de sporofyllen in kransen langs de stam (het geslacht Cycas). De microsporofyllen staan steeds in strobuli.

#### Ginkgo
De Ginkgoales zijn een orde in de klasse Coniferopsida. Er is slecht 1 recente soort, Ginkgo biloba (Japanse notenboom) in de familie Ginkgoaceae, die mogelijk wild voorkomt in China. Het zijn strikt tweehuizige bomen, met lange en korte loten. De bladen hebben dichotoom vertakte bladnerven. De bladeren vertonen bladdimorfie: aan de lange loten zijn de bladen wat dieper ingesneden dan die aan de korte loten. Het embryo heeft twee kiemlobben en geen duidelijke suspensor.
De microsporangia staan in strobili met zijasjes (ook wel sporangioforen) die elk 2 microsporangia dragen. De ontwikkeling van de microspore bij Ginkgo biloba vertoont een sterke overeenkomst met die bij de den (Pinus).
Aan de vrouwelijke plant vindt men de ovula (zaadknoppen) in paren, met de eindstandige macrosporangia op een dichotoom vertakte as. Binnen de integumenten heeft de nucellus aan de top een pollenkamer. Door meiose ontstaat er een lineaire tetrade van macrosporen. De onderste daarvan ontwikkelt zich tot een macroprothallium (gametofyt). Deze ontstaat door vrije delingen van de celkern tot er ongeveer 256 kernen zijn. Hierna worden pas de tussenliggende celwanden gevormd. In het chlorofyl bevattende prothallium groeien twee tot drie archegonia, die elk een eicel, een ventrale kanaalcel en vier halscellen bevatten.

Japanse notenboom
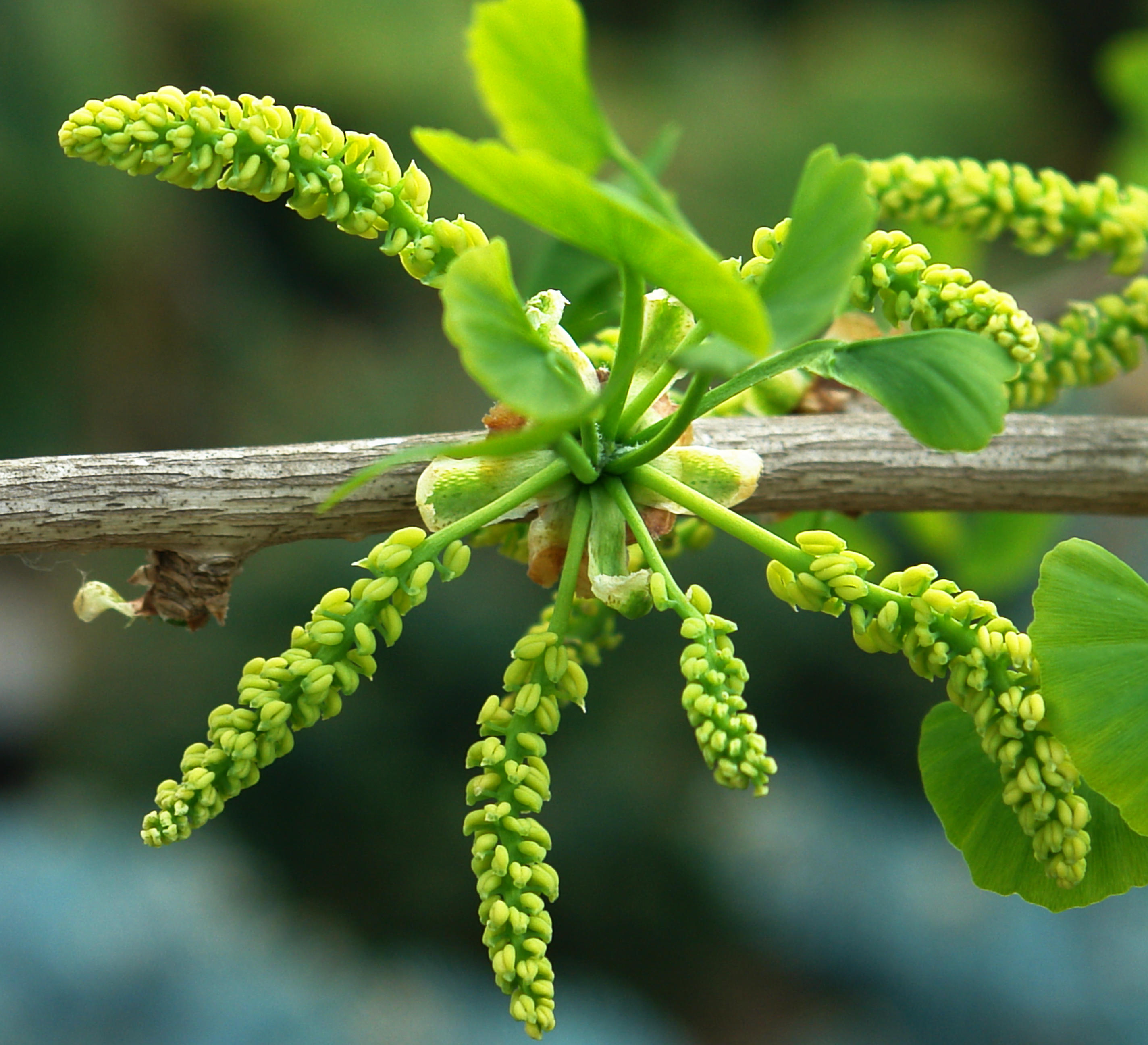
mannelijke kegels
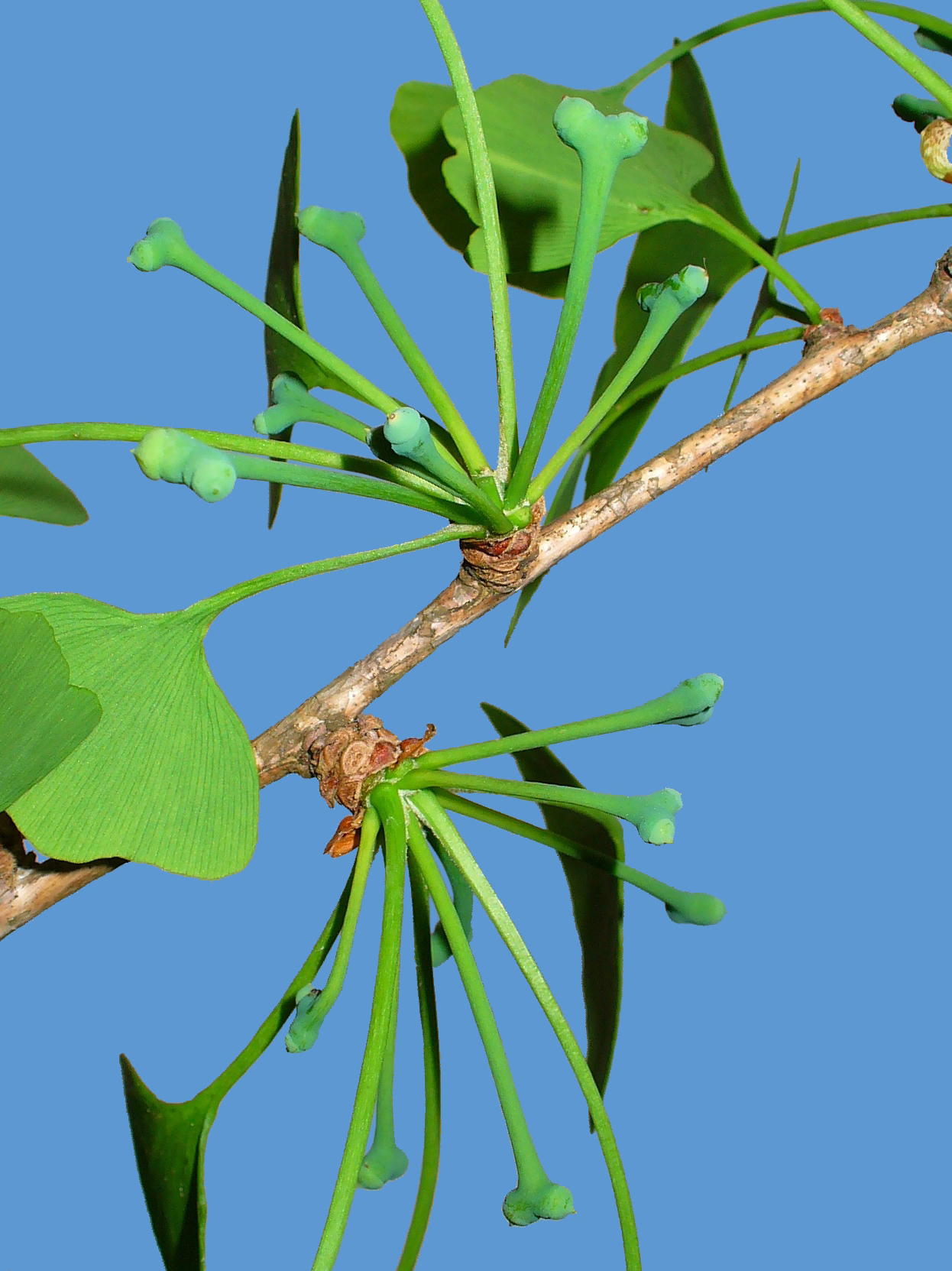
vrouwelijke bloeiwijzen
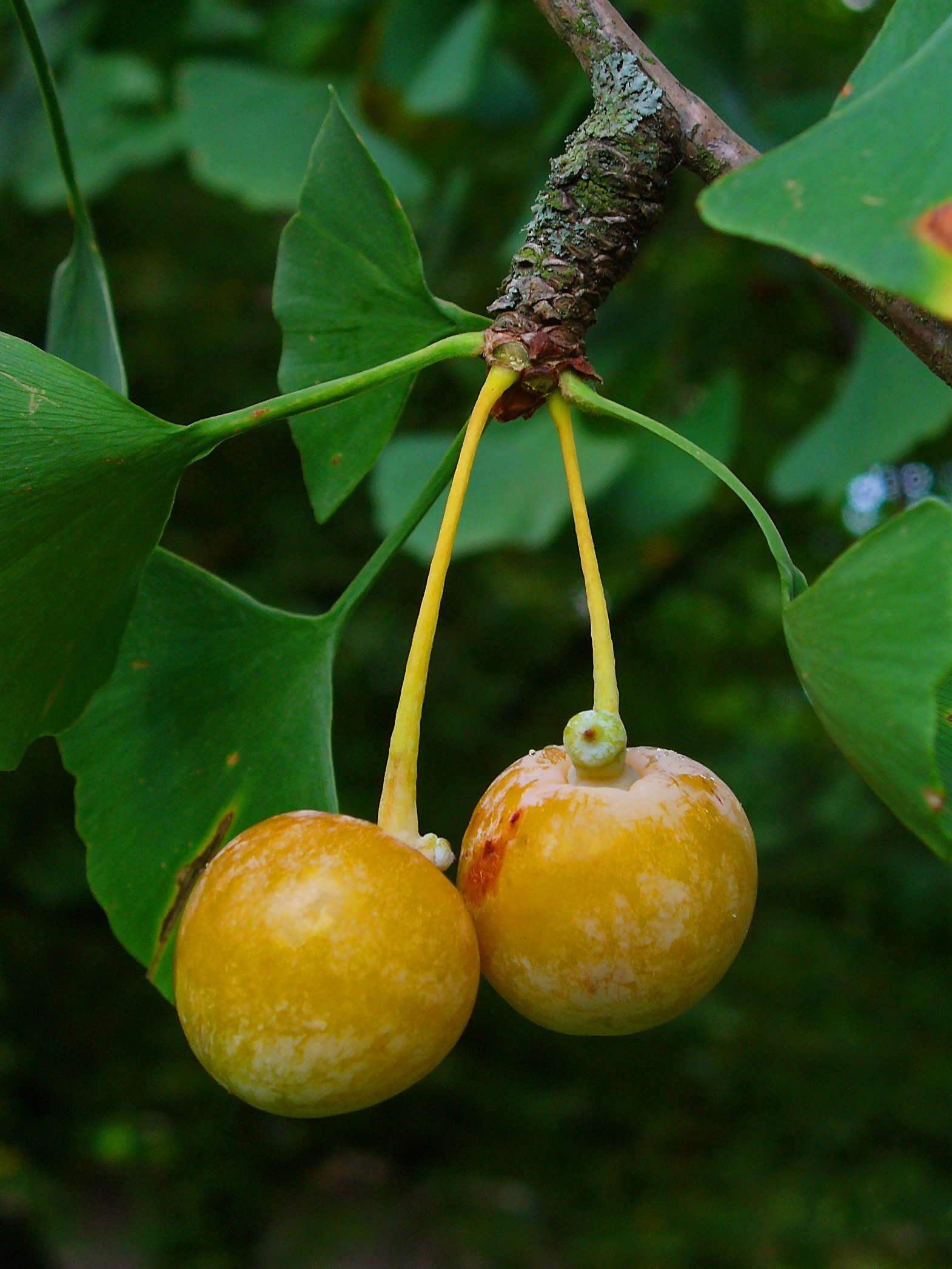
zaden

#### Coniferen

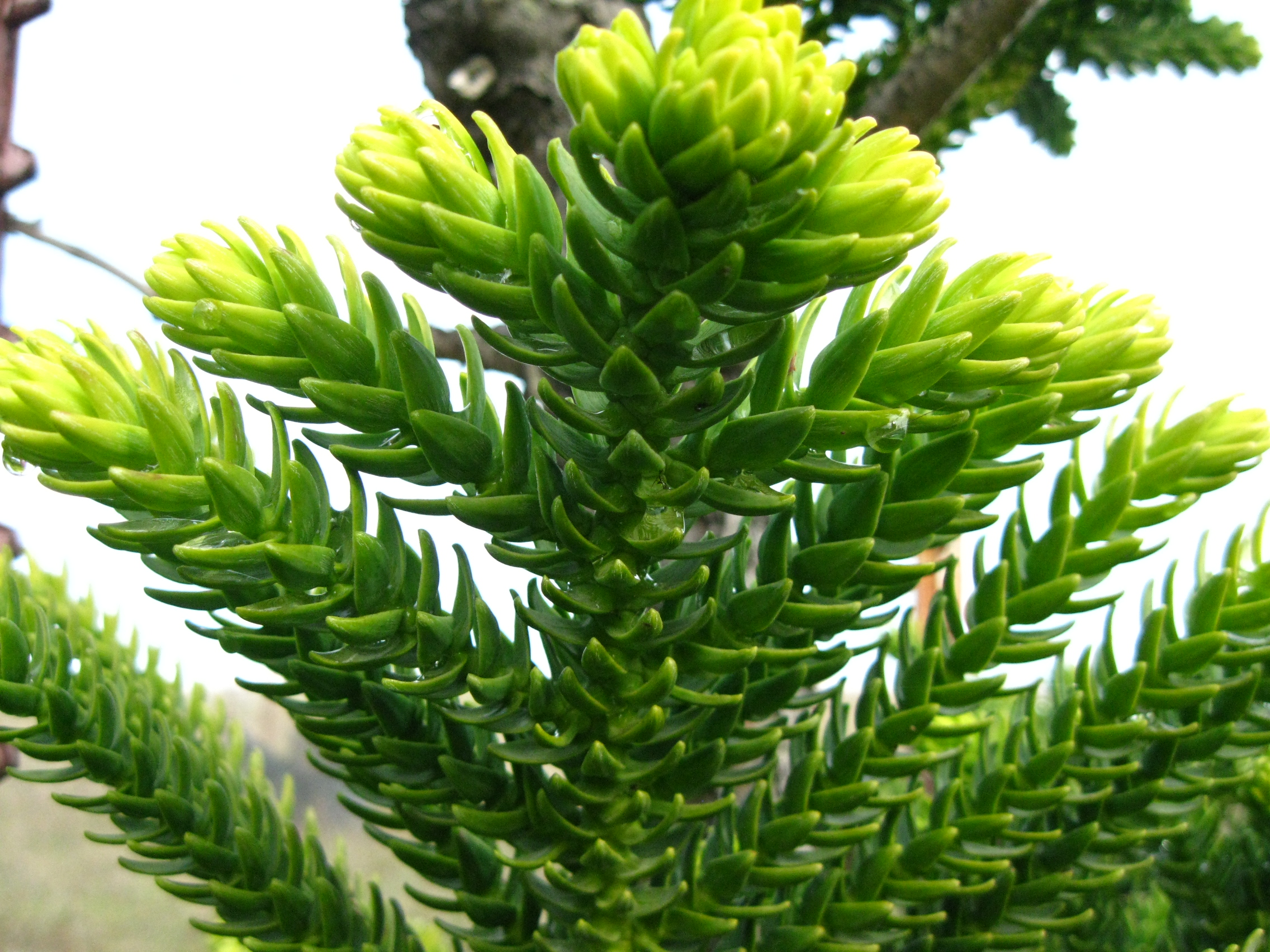
Araucaria laubenfelsii met brede bladeren.

De coniferen (Coniferae) zijn heterospoor, heterosporangiaat en eenhuizig: de mannelijke en vrouwelijke voortplantingsorganen staan op een plant. Na de bevruchting van enkele eicellen vormen zich meerdere embryo's (polyembryonie), die tot 15 cotylen hebben. De volwassen planten zijn bomen met lange loten en korte loten. Coniferen zijn pycnoxyl: het hout is massief en de mergstralen zijn smal. De "naalden" lijken eenvoudig gebouwd maar zijn evolutionair gezien macrofyllen. De bladeren van de korte en de lange loten zijn vaak verschillend, dit wordt bladdimorfie genoemd.
De eenslachtige strobili zijn mannelijk of vrouwelijk. De mannelijke strobilus heeft schubvormige microsporofyllen met 2-15 pollenzakjes per schubje. De microsporemoedercellen vormen de microsporen die zich ontwikkelen tot stuifmeelkorrels met blazen die functioneel zijn bij de windbestuiving.
De vrouwelijke strobilus, die kegel wordt genoemd als na de bevruchting de zaden zijn gevormd, bevat in de oksel van dekschubben staande zaadschubben waarop enkele zaadknoppen staan. De zaadknop bevat binnen een integument met een micropyle de nucellus (macrosporangium). De macrosporemoedercel vormt meiotisch 4 macrosporen waarvan 3 te gronde gaan en één functioneel blijft en de macrogametofyt vormt.

#### Gnetales
De orde Gnetales kent drie families: de Gnetaceae, de Ephedraceae en de Welwitschiaceae. De drie families zijn onderling ster verschillend. De planten zijn heterospoor, heterosporangiaat en meestal tweehuizige planten met eenslachtige bloemen. De nucellus (macrosporangium) wordt omgeven door twee integumenten, waarvan de binnenste tot een microplaire buis is uitgegroeid. De microsporangia staan vergroeid in kleine groepjes: de synangia. Het embryo heeft twee zaadlobben.

##### Gnetum
Gnetum is een geslacht van vooral lianen en enkele boom- en struiksoorten van tropische laaglandbossen, met tegenoverstaande, veernervige bladeren.

Gnetum gnemon (Melindjoe)
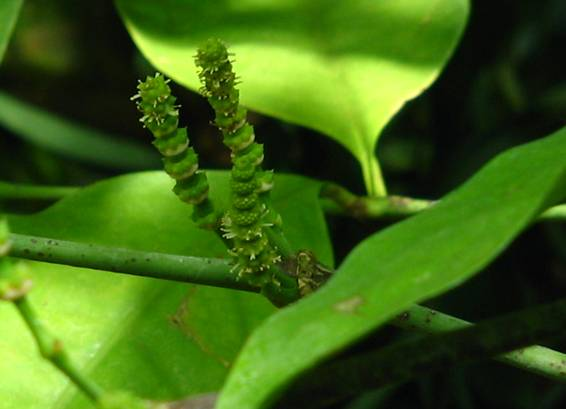
Mannelijke plant met meeldraden
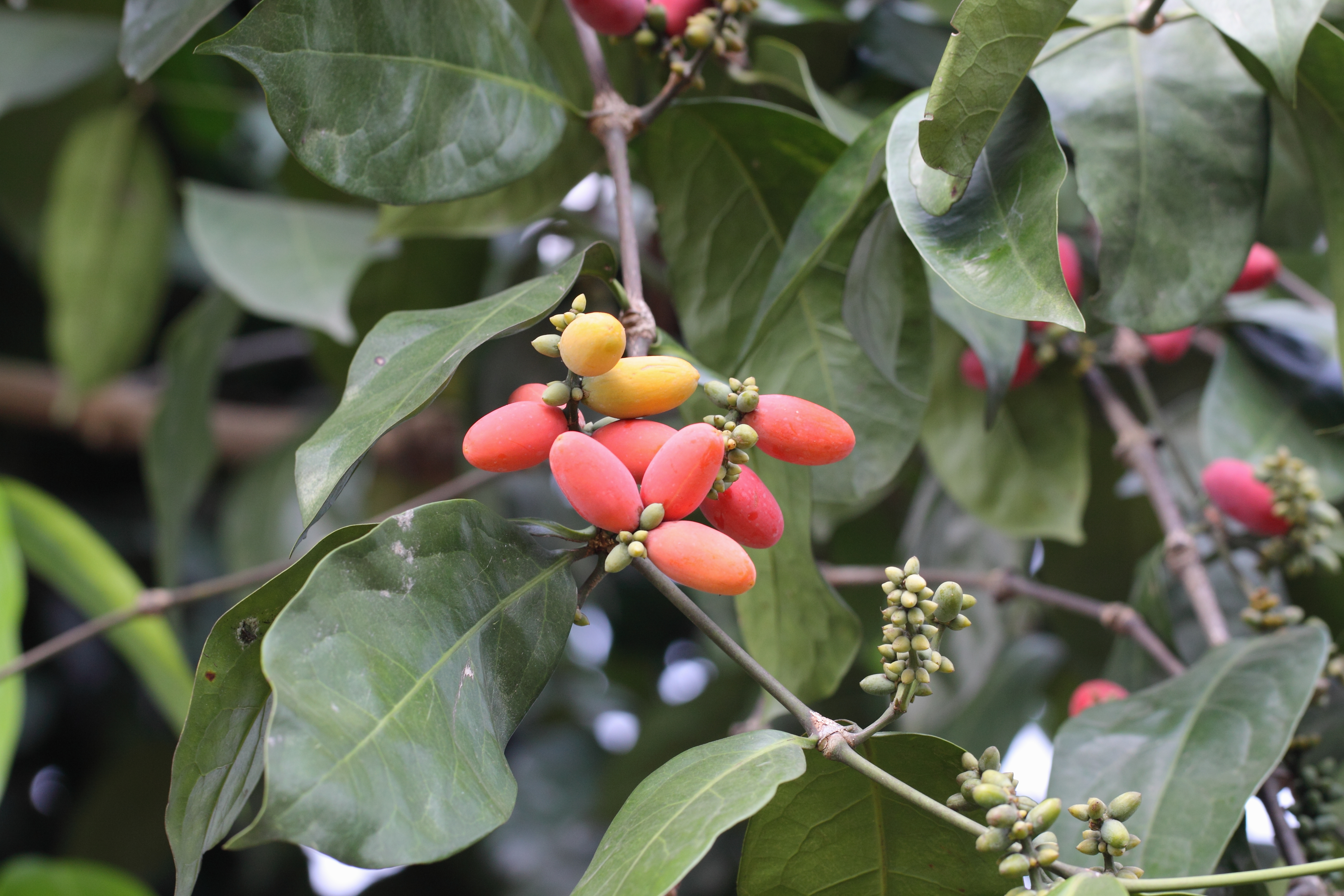
Vrouwelijke plant met zaden

##### Ephedra
Ephedra is een geslacht van droge gebieden. De soorten zijn meestal kleine struiken met gewoonlijk tegenoverstaande, schubvormige bladeren.

Ephedra distachya
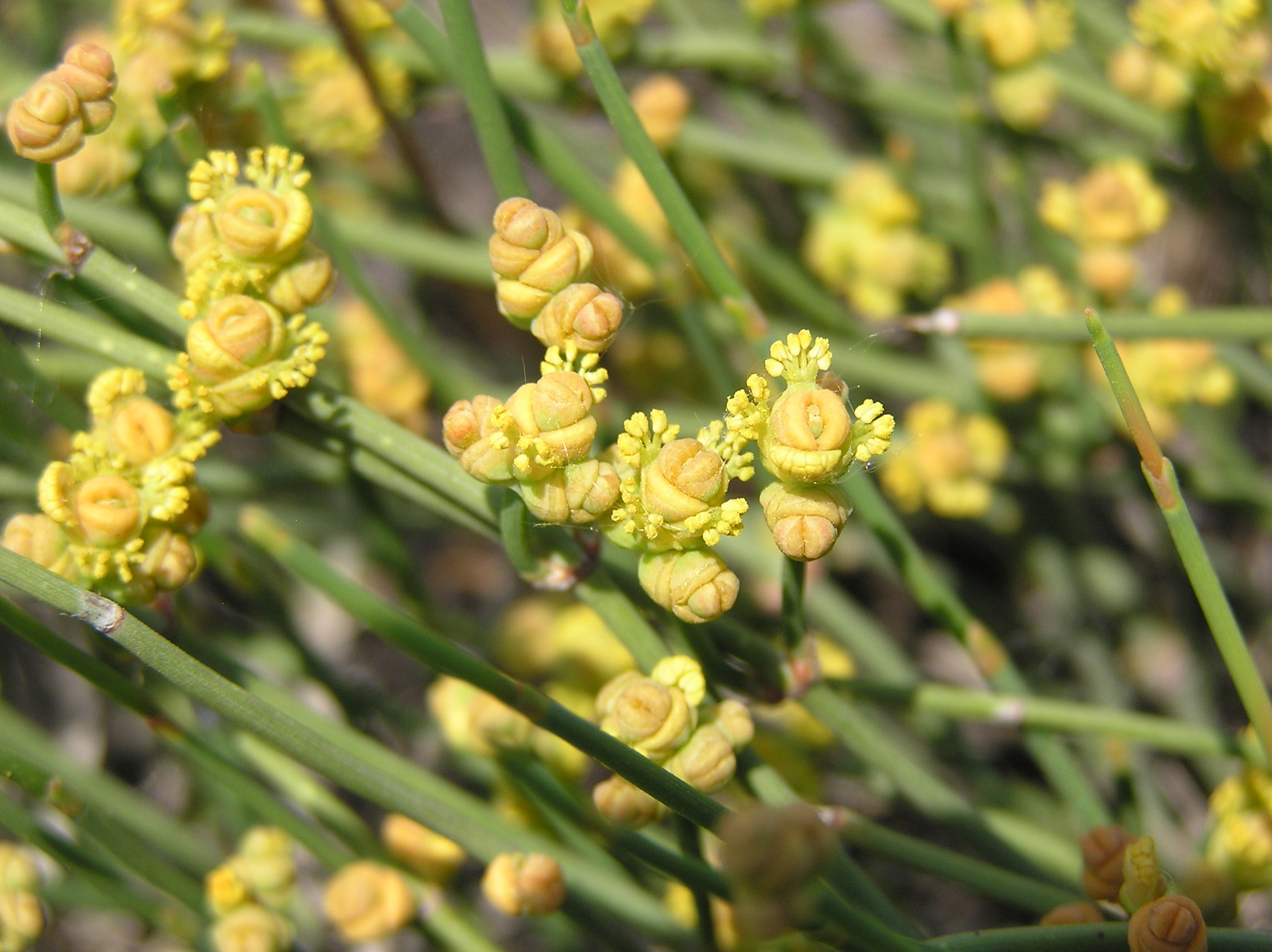
Mannelijke plant met meeldraden
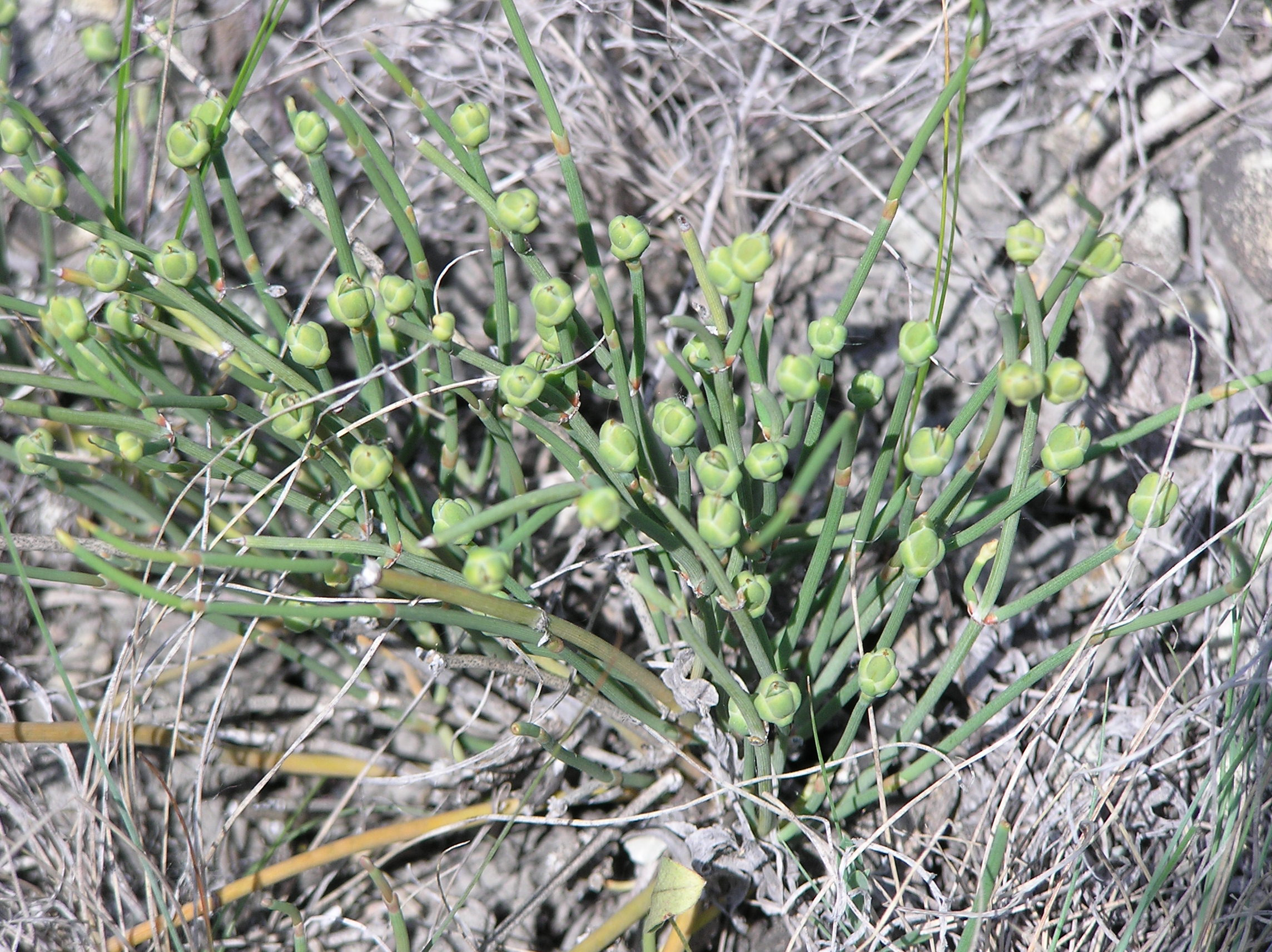
Vrouwelijke plant

#### Bedektzadigen

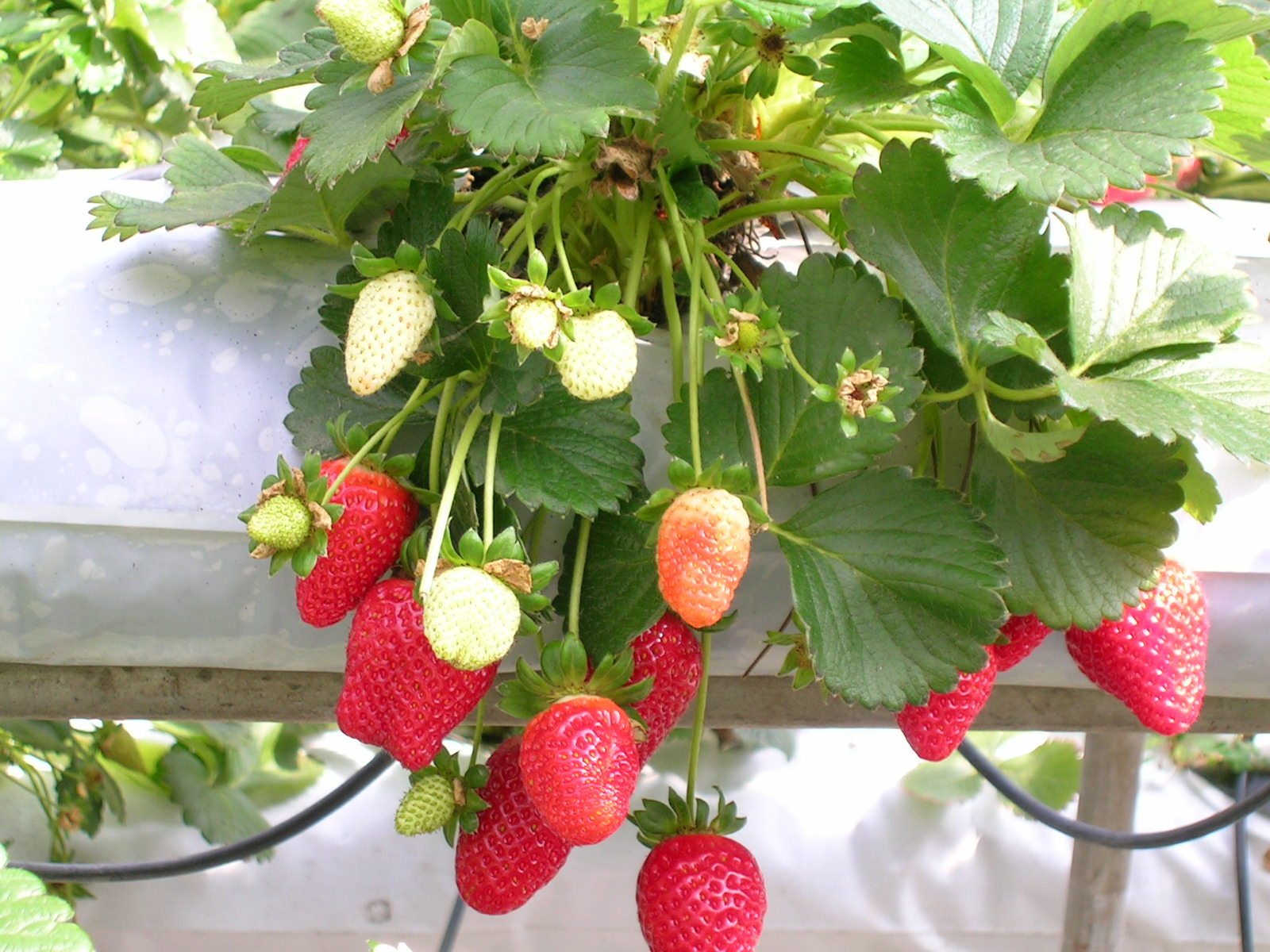
Aardbeien met eenzadige vruchtjes op de schijnvrucht.

Bedektzadigen (Angiospermae) zijn heterospoor, heterosporangiaat en een- of tweehuizige planten. Het embryo heeft 1 of 2 cotylen (zaadlobben). Het embryo in het zaad leeft ten koste van het omliggende weefsel van de nucellus en dat van de moederplant. Hieruit groeit een plant met wortels, stengels en bladeren, hoewel soms één of enkele van deze kunnen ontbreken. De bladeren zijn macrofyllen en net- of parallelnervig.
Een bloeiwijze is het geheel van bij elkaar horende bloemen met hun stengels, zoals een pluim van een gras en een "bloem" van een madeliefje.De bloemen zijn één- of tweeslachtig, de planten zijn één- of tweehuizig. De meeldraden hebben twee pollenzakjes op de helmdraden. Hierin worden de pollenmoedercellen gevormd, die op hun beurt door meiostische delingen (eerst) in tetraden de microsporen vormen. De microsporen ontwikkelen zich meteen tot pollen. De carpellen of vruchtbladen dragen de zaadknoppen waarbinnen zich de nucellus met één of twee integumenten en een micropyle bevindt. De macrosporemoedercel vormt bij een meiose 4 macrosporen, waarvan 3 te gronde gaan en 1 functioneel blijft en de nucellus of macrogametofyt vormt.
Bij de bevruchting versmelten de eicel en de generatieve cel en vormen zo bevruchte eicel, waaruit een embryo groeit binnen de zaadknop en vormt zo het zaad. Een of meer zaden kunnen binnen de vruchtbladen blijven en zo een vrucht vormen. Onderdelen van de moederplant kunnen verder betrokken zijn bij de vruchtvorming, zodat schijnvruchten ontstaan.

### Isomorfe diplohaplont

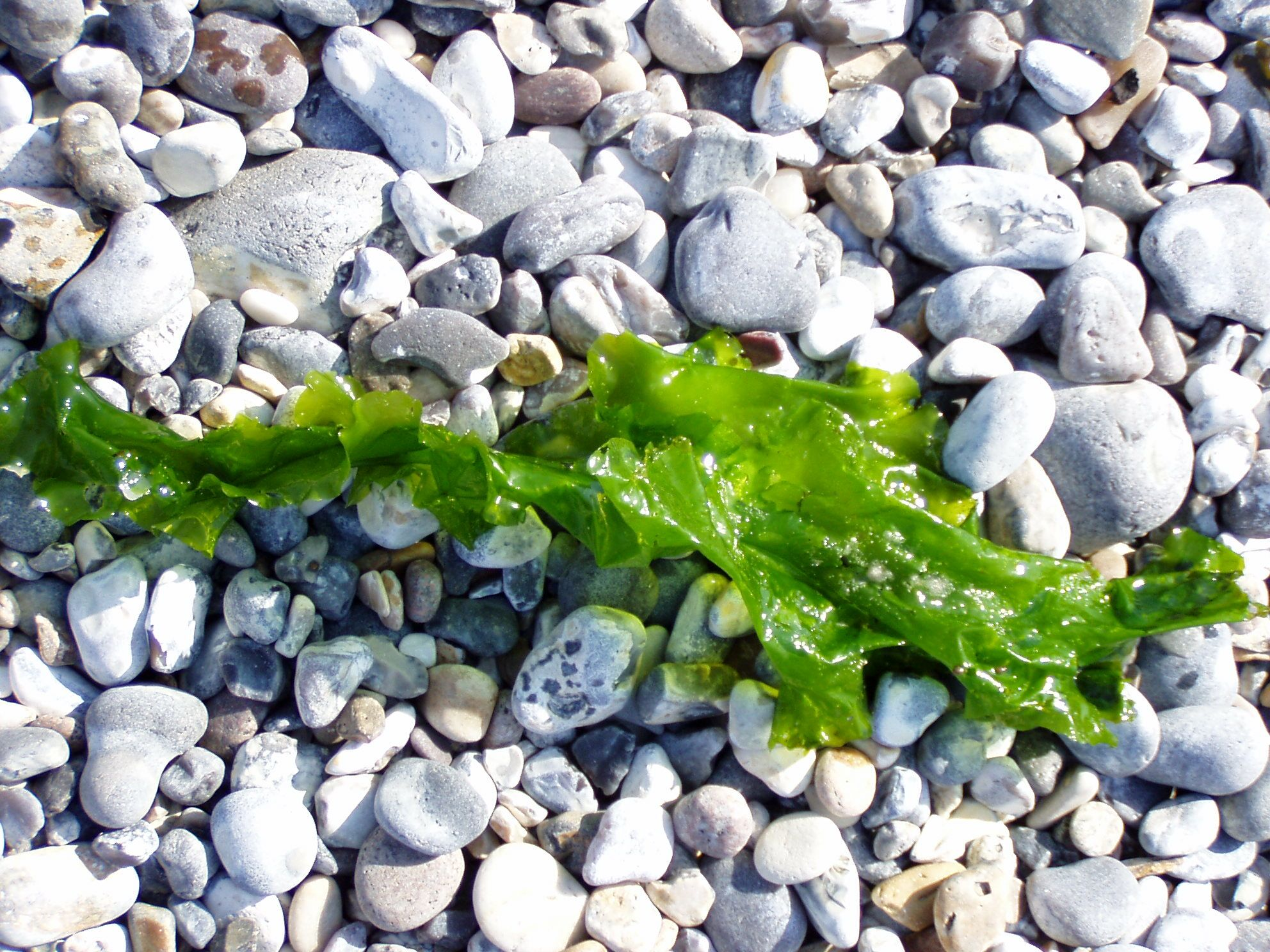
Zeesla.

Bij veel algen zien de sporofyt en de gametofyt er hetzelfde uit, afgezien van de voortplantingsorganen. Dergelijke organismen worden 'isomorfe diplohaplont' genoemd. Een voorbeeld is zeesla (Ulva lactuca), die behoort tot de groenwieren (Chlorophyta).

## Trigenetische cyclus

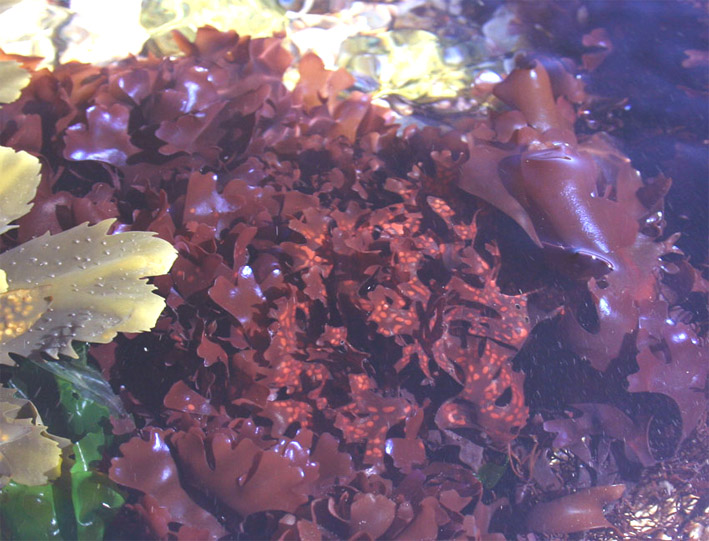
Het roodwier Condrus crispus.

Bij de trigenetische cyclus is er een afwisseling van drie verschillende generaties: één gametofyt-generatie en twee sporofyt-generaties. Men kent de trigenetische cyclus bij de Florideophycideae, behorende bij de Roodwieren (Rhodophyta), bij de Basidiomycota en enkele groepen van de Ascomycota (de Taphrinomycetidae en Ascomycetidae).
In het geval van de Roodwieren wordt de extra generatie gevormd door een uit de zygote ontwikkelde diploïde carposporofyt. De carposporofyt vormt (door mitose) de carposporen, die zich ontwikkelen tot de diploïde meiosporofyt, ook wel tetrasporofyt geheten. Deze laatste vormt dan door meiose de haploïde tetrasporen. Deze sporen ontwikkelen zich tot de haploïde gametofyt.